# Purumitra
Genre
Purumitra est un genre d'araignées aranéomorphes de la famille des Uloboridae.

## Distribution
Les espèces de ce genre se rencontrent aux Philippines, aux îles Carolines et en Australie.

## Liste des espèces
Selon World Spider Catalog (version 16.0, 21/02/2015) :
- Purumitra australiensis Opell, 1995
- Purumitra grammica (Simon, 1893)

## Publication originale
- Lehtinen, 1967 : Classification of the cribellate spiders and some allied families, with notes on the evolution of the suborder Araneomorpha. Annales Zoologici Fennici, vol. 4, p. 199-468.